# Bellone
Die Weißweinsorte Bellone ist eine autochthone Sorte aus Italien. Der Name ist abgeleitet von bello, dem italienischen Wort für „schön“ oder „hübsch“. Die Rebsorte wurde vermutlich schon von Plinius dem Älteren in seinem Werk Naturalis historia beschrieben.
Die spätreifende Sorte wird heute nur noch in Latium auf einer Fläche von ca. 2500 Hektar (Stand 1998) angebaut, wo sie in zahlreichen Denominazione di origine controllata (kurz DOC) Weinen wie Anzio, Cerveteri, Colli Lanuvini, Cori Bianco, Marino, Nettuno, Velletri und Zagarolo zugelassen ist.
Siehe auch den Artikel Weinbau in Italien sowie die Liste von Rebsorten.
Abstammung: autochthone Sorte in Latium

## Ampelographische Sortenmerkmale
In der Ampelographie wird der Habitus folgendermaßen beschrieben:
- Die Triebspitze ist offen. Sie ist weißwollig mit leicht rötlichem Anflug behaart. Die weißlich-grünen Jungblätter sind feinflammig behaart.
- Die großen Blätter sind fünflappig und tief gebuchtet (siehe auch den Artikel Blattform). Die Stielbucht ist lyren-förmig offen. Das Blatt ist stumpf gezahnt. Die Zähne sind im Vergleich der Rebsorten mittelgroß.
- Die konus- bis walzenförmige Traube ist groß und geschultert. Die rundlichen Beeren sind mittelgroß bis groß und von gelblicher Farbe.

Bellone ist eine Varietät der Edlen Weinrebe (Vitis vinifera). Sie besitzt zwittrige Blüten und ist somit selbstfruchtend. Beim Weinbau wird der ökonomische Nachteil vermieden, keinen Ertrag liefernde, männliche Pflanzen anbauen zu müssen.

## Synonyme
Bellone ist auch unter folgenden Synonymen bekannt: Arciprete, Arciprete Bianca, Arciprete Bianco, Arcipreto, Bello Cacchione, Bello Fagotto, Bello Palloccone, Bello Romanesco, Bello Romano, Bello Velletrano, Bello Veltrano, Cacchione, Fagotto, Pacioccone, Pampanaro, Pampanone, Pampanoro, Pantrastico, Pocioccone, Uva di Spagna Bianca, Uva Pane, Uva Pantastica, Uva Presta.